# Prodidomus hispanicus
Prodidomus hispanicus là một loài nhện trong họ Gnaphosidae.
Loài này thuộc chi Prodidomus. Prodidomus hispanicus được R. de Dalmas miêu tả năm 1919.